# Эверньикур
Эверньику́р (фр. Évergnicourt) — коммуна во Франции, находится в регионе Пикардия. Департамент коммуны — Эна. Входит в состав кантона Гиньикур. Округ коммуны — Лан.
Код INSEE коммуны — 02299.

## Население
Население коммуны на 2010 год составляло 566 человек.
| 1962 | 1968 | 1975 | 1982 | 1990 | 1999 | 2010 |
| ---- | ---- | ---- | ---- | ---- | ---- | ---- |
| 591  | 562  | 542  | 541  | 548  | 549  | 566  |

## Экономика
В 2010 году среди 365 человек трудоспособного возраста (15—64 лет) 282 были экономически активными, 83 — неактивными (показатель активности — 77,3 %, в 1999 году было 65,8 %). Из 282 активных жителей работали 254 человека (143 мужчины и 111 женщин), безработных было 28 (14 мужчин и 14 женщин). Среди 83 неактивных 24 человека были учениками или студентами, 35 — пенсионерами, 24 были неактивными по другим причинам.